# Edgardo Bauza
Edgardo Bauza (ur. 26 stycznia 1958 w Granadero Baigorria) – argentyński piłkarz i trener. Podczas kariery zawodniczej grał na pozycji obrońcy. Były selekcjoner reprezentacji Argentyny.

## Kariera
Rozpoczął swoją karierę w 1977 roku w klubie Rosario Central. Grał tam przez pięć lat po czym zmienił barwy klubowe na Atlético Junior w którym rozegrał 87 spotkań i zdobył 15 bramek. W 1985 roku został piłkarzem CA Independiente, w którym przez rok zagrał siedem razy i zdobył jedną bramkę. Następnie powrócił do Rosario, dla którego grał przez trzy lata. Łącznie w Rosario Cental wystąpił 310 razy i zdobył 80 bramek. W 1990 Bauza przeszedł do CD Veracruz w którym rok później zakończył karierę zawodniczą.
Dwukrotnie w 1990 roku wystąpił w reprezentacji Argentyny, został powołany na mundial 1990.
Od 1998 roku Bauza jest trenerem. Na początku przez trzy lata prowadził Rosario Central, potem przeszedł do Vélez Sársfield, a następnie był trenerem Colón de Santa Fe. W sezonie 2004/2005 był trenerem Sporting Cristal, ale już w następnym powrócił do Colónu. W 2006 roku został trenerem LDU Quito. W 2008 roku został zwolniony y tej funkcji. W 2009 roku został trenerem saudyjskiego klubu An-Nassr, ale jeszcze w tym samym roku rozstał się tym klubem. W 2010 roku powrócił do LDU Quito. W 2013 roku ponownie rozstał się z tym klubem. W 2014 roku został trenerem San Lorenzo de Almagro. W 2015 roku został zwolniony z tego klubu. Przed rozpoczęciem sezonu 2016 został trenerem São Paulo FC. 1 sierpnia 2016 roku został nowym selekcjonerem reprezentacji Argentyny i tym samym zrezygnował z funkcji trenera São Paulo FC. 11 kwietnia 2017 roku został zwolniony z tej funkcji. 12 maja 2017 roku został selekcjonerem reprezentacji Zjednoczonych Emiratów Arabskich. 14 września 2017 roku został selekcjonerem reprezentacji Arabii Saudyjskiej i tym samym zrezygnował z prowadzenia reprezentacji ZEA. 22 listopada 2017 roku został zwolniony z funkcji selekcjonera reprezentacji Arabii Saudyjskiej, po zaledwie 68 dniach na tym stanowisku.